# Herman van Gronsveld
Herman van Gronsveld heer van Gruelsveld en graaf van de Neder-Maasgau (ca. 1035-).  Hij was een zoon van Giselbert (Gijsbert) van Loon 1e graaf van Loon 1015-1045, Maasgau en Haspengau (ca. 975-1045) die getrouwd was met Luitgard Emma van Namen (ca. 1002-).
Uit zijn huwelijk werd geboren:
- Giselbert (Gisbert) van Gronsveld graaf van Gronsveld 1103-1135 (ca. 1065 - na 1135)